# Mistrzostwa Świata w Biegach Ulicznych 2023
1. Mistrzostwa Świata w Biegach Ulicznych – zawody lekkoatletyczne, które odbyły się 1 października 2023 roku w stolicy Łotwy, Rydze. Była to pierwsza edycja reaktywowanego czempionatu (wcześniej zawody pod taką samą nazwą rozgrywano w latach 2006–2007), który zastąpił odbywające się do 2020 roku mistrzostwa świata w półmaratonie.

## Rezultaty

### Mężczyźni
| Konkurencja            | 1. miejsce            | Rezultat | 2. miejsce          | Rezultat | 3. miejsce          | Rezultat |
| Bieg na milę           | Hobbs Kessler         | 3:56,13  | Callum Elson        | 3:56,41  | Sam Prakel          | 3:56,43  |
| Bieg na 5 km           | Hagos Gebrhiwet       | 12:59    | Yomif Kelejcha      | 13:02    | Nicholas Kipkorir   | 13:16    |
| Półmaraton             | Sabastian Kimaru Sawe | 59:10    | Daniel Simiu Ebenyo | 59:14    | Samwel Nyamai Mailu | 59:19    |
| Półmaraton – drużynowo | Kenia                 | 2:57:43  | Etiopia             | 2:59:54  | Południowa Afryka   | 3:01:17  |

### Kobiety
| Konkurencja            | 1. miejsce        | Rezultat | 2. miejsce                 | Rezultat | 3. miejsce                   | Rezultat |
| Bieg na milę           | Diribe Welteji    | 4:20,98  | Freweyni Hailu             | 4:23,06  | Faith Kipyegon               | 4:24,13  |
| Bieg na 5 km           | Beatrice Chebet   | 14:35    | Lilian Kasait Rengeruk     | 14:39    | Ejgayehu Taye                | 14:40    |
| Półmaraton             | Peres Jepchirchir | 1:07:25  | Margaret Chelimo Kipkemboi | 1:07:26  | Catherine Reline Amanang′ole | 1:07:34  |
| Półmaraton – drużynowo | Kenia             | 3:22:25  | Etiopia                    | 3:27:55  | Wielka Brytania              | 3:29:15  |

## Klasyfikacja medalowa
| Miejsce | Reprezentacja     | Złoto | Srebro | Brąz | Razem |
| 1.      | Kenia             | 5     | 3      | 4    | 12    |
| 2.      | Etiopia           | 2     | 4      | 1    | 7     |
| 3.      | Stany Zjednoczone | 1     | 0      | 1    | 2     |
| 4.      | Wielka Brytania   | 0     | 1      | 1    | 2     |
| 5.      | Południowa Afryka | 0     | 0      | 1    | 1     |
| Razem   | Razem             | 8     | 8      | 8    | 24    |